# 守り神様
『守り神様』（まもりがみさま）は、1999年3月25日にアリスソフトから発売された18禁アドベンチャーゲーム。定価7500円（生産終了）。その後2002年4月19日に廉価版として再発売され、定価2800円。

## 概要
運命改変型ゲームで、プレイヤーの選択によって小野寺家の面々が幸せになるか不幸になるかが決まる。幸せにするとHイベントが少なく、不幸にするとHイベントが多い。エンディングの数が多く、幸せなものや不幸なものはもちろん、一発ネタのギャグもある。ゲストキャラとして『OnlyYou』のタイガージョーが登場する。
処理速度の速いパソコンではセーブファイルが4つしか使えない。

## あらすじ
小野寺家の大黒柱である父裕行は強運の持ち主で、家族を不幸から守っていた。しかし裕行は一週間出張する事になり、幸運パワーが無くなった小野寺家を狙って悪魔が現れる。その悪魔から裕行に代わって小野寺家を守る為、守り神様が立ち上がった。

## 登場人物

### 小野寺家
小野寺裕行（おのでら ひろゆき）
加代子の夫で真由美と晋太郎の父。かなりの幸運の持ち主で小野寺家を悪魔から守っていたが、一週間出張の為家を空けることになった。加代子とは高校時代から交際し、高校卒業後結婚した。
小野寺加代子（おのでら かよこ）
裕行の妻で真由美と晋太郎の母。基本的に家事は出来るが、料理だけは不得意で娘の真由美に任せている。天然でおっとりした性格をしており騙されやすい。多趣味でGカップのバストの持ち主。スーパーにパートに行っている。夫の裕行を心底信頼し愛している。
小野寺真由美（おのでら まゆみ）
小野寺家の長女。県立金剛山学園に通う二年生。母の加代子と違いしっかり者で、料理が駄目な加代子に代わって料理を作っている。野球部のマネージャーをしており、野球部員のカツヤに片思いをしている。野球が好きでかなり詳しい。中日ドラゴンズのファン。
小野寺晋太郎（おのでら しんたろう）
小野寺家の長男で真由美の弟。リネアリス学園の二年生。幼い頃から真由美に可愛がられておりシスコン気味だが、伊万里という彼女がいる。ゲーム好き。最近広路の影響で性に目覚め興味を持ち出す。
ミルク
小野寺家で飼われている黒猫。オス。真由美や晋太郎の学校によく侵入し、様々な場面を目撃している。
守り神様（まもりがみさま）
裕行に代わって小野寺家を悪魔から守る神様。加代子が作った変な人形に宿っていた。裕行の留守を狙って現れた悪魔から小野寺家を守り、家族に幸運を与える。
悪魔（あくま）
小野寺家を狙っている悪魔。以前から小野寺家を狙っていたが、裕行の幸運パワーに邪魔され手出しが出来なかった。しかし裕行が出張で家を空けた為、ここぞとばかりに小野寺家を不幸のどん底に突き落とそうとする。

### サブキャラクター
等々力カツヤ（とどろき カツヤ）
野球部に所属する、真由美の同級生。不良だったが更生し野球部に入部した。しかし他の部員からはお遊びだろうと思われており、あまり仲は良くない。
赤根沢ヒナタ（あかねざわ ヒナタ）
真由美の友達で同級生。長身を活かしバスケ部に所属している。実家は寿司屋で彼氏持ち。
円谷照子（つぶらや てるこ）
真由美の友達でクラスメイト。通称てるぽん。真由美とヒナタとは仲の良い友達同士。ぽっちゃりした体型で、図書委員をしている。
松川まりえ（まつかわ まりえ）
真由美の同級生。おとなしく暗い性格。その為友達が居らず、多田山にセクハラされ、千明とすみれに弄ばれている。
千明（ちあき）
真由美の同級生。男。札付きの不良。カツヤが更生した事をよく思っていない。
すみれ
真由美の同級生。男。札付きの不良でオカマっぽい。
多田山（ただやま）
金剛山学園の世界史教師。わざとなのか授業の内容が分かりにくい上嫌味で陰険な為、生徒や同僚の教師達からは嫌われている。まりえにセクハラをしている。
ハニーキング先生
他のアリス作品にもちょくちょく登場する名物キャラクター。金剛山学園のハニー語担当教師。ハニワの格好で頭に王冠を被り、ネクタイと名札だけを身に付けている。眼鏡っ子をこよなく愛している。ハニーキング先生曰く、ハニー語は近い将来英語を駆逐して世界標準語になるやもしれない、らしい。
野球マン
正体不明の正義のヒーロー。頭に紙袋を被り、何故か金剛山野球部のユニフォームを着ている。真由美のピンチに現れる。等々力ではなく野球マン。
五十鈴伊万里（いすず いまり）
晋太郎のクラスメイトで晋太郎の彼女。眼鏡っ子。真面目でおとなしい性格。同じく晋太郎の事が好きなすずりに目の敵にされている。
環すずり（たまき すずり）
晋太郎のクラスメイト。晋太郎の事が好きでアプローチを掛けている。家がお金持ち。
香取いちこ（かとり いちこ）
晋太郎のクラスメイト。いつもすずりの隣に引っ付いている。
金本広路（かねもと ひろみち）
晋太郎の友人でクラスメイト。晋太郎にエロビデオ等を見せ、性に目覚めさせた。よく伊万里の事で晋太郎をからかっている。
由貴子先生（ゆきこせんせい）
リネアリス学園の養護教諭。真之の双子の姉でレズ。
真之先生（まさゆきせんせい）
リネアリス学園の体育教師でラグビー部の顧問。由貴子の双子の弟でホモ。晋太郎を狙っている。
タイガージョー
ズル休みをしようとした晋太郎の前に現れた謎の人物。
よし子
加代子の学生時代からの友人。下着会社のデザイン部門で仕事をしている。
山田さん（やまださん）
小寺家のお隣さん。加代子と仲が良く色々おすそ分けしてくれる。小野寺家と同じ4人家族。大の宗教嫌い。
米屋（こめや）
日ヨ米屋の配達員で、小野寺家にお米を配達している。
メロン様
フルーツしあわせの会の教祖。ん～～としか言わない。
シスター
フルーツしあわせの会のシスター。フルーツしあわせの会の勧誘と幸せの壺の販売をしている。

## スタッフ
- シナリオ：とり
- キャラクター原画：ちょも山